# A Real Madrid CF 2011–2012-es szezonja
A Real Madrid CF 2011–2012-es szezonja a csapat 108. idénye volt fennállása óta, sorozatban a 81. a spanyol első osztályban. A szezon 2011. július 1-jén kezdődött és 2012. június 30-án ért véget.

## Mezek
Gyártó: Adidas/
mezszponzor: bwin
| Hazai |  | Vendék |  | Harmadik |

## Átigazolások

### Érkezők
| Mezszám | Poz. | Nemzet   | Név             | Kor | EU | Honnan            | Szerződés megnevezése | Átigazolási időszak | Szerződés vége | Átigazolás összege | Forrás |
| ------- | ---- | -------- | --------------- | --- | -- | ----------------- | --------------------- | ------------------- | -------------- | ------------------ | ------ |
| 5       | KP   | török    | Nuri Şahin      | 22  | EU | Borussia Dortmund | Átigazolás            | Nyár                | 2017           | 10M €              |        |
| 16      | KP   | török    | Hamit Altıntop  | 28  | EU | Bayern München    | Átigazolás            | Nyár                | 2015           | ingyen             |        |
| 21      | KP   | spanyol  | José Callejón   | 24  | EU | Espanyol          | Átigazolás            | Nyár                | 2016           | 5M €               |        |
| 19      | V    | francia  | Raphaël Varane  | 18  | EU | Lens              | Átigazolás            | Nyár                | 2017           | 10M €              |        |
|         | KP   | holland  | Royston Drenthe | 24  | EU | Hércules          | kölcsönből vissza     | Nyár                | 2012           | N/A                |        |
|         | V    | spanyol  | David Mateos    | 24  | EU | AÉK               | kölcsönből vissza     | Nyár                | 2013           | N/A                |        |
| 15      | V    | portugál | Fábio Coentrão  | 23  | EU | Benfica           | Kölcsönbe             | Nyár                | 2017           | 30M €              |        |

Összes kiadás: 55M €

### Távozók
| Mezszám | Poszt | Nemzet    | Név               | Kor | EU          | Hová            | Ár     | jegyzet |
| ------- | ----- | --------- | ----------------- | --- | ----------- | --------------- | ------ | ------- |
| 25      | K     | Lengyel   | Jerzy Dudek       | 38  | EU          | Visszavonult    |        |         |
| 6       | CS    | Togo      | Emmanuel Adebayor | 27  | EU          | Manchester City | N/A    |         |
|         | V     | spanyol   | David Mateos      | 24  | EU          | Zaragoza        | N/A    |         |
| 19      | V     | Argentína | Ezequiel Garay    | 24  | EU-n kívüli | Benfica         | 5.5M € |         |
| 16      | KP    | spanyol   | Sergio Canales    | 20  | EU          | Valencia        | 1M €   |         |
| 21      | KP    | spanyol   | Pedro León        | 24  | EU          | Getafe          | N/A    |         |
| 5       | KP    | Argentína | Fernando Gago     | 25  | EU          | Roma            | 0.5M € |         |
|         | KP    | holland   | Royston Drenthe   | 24  | EU          | Everton         | N/A    |         |

Összes bevétel:  9M €

## Végeredmény
| #  | Csapat             | M  | Gy | D  | V  | Lg  | Kg | Gk  | P   | Megjegyzés                    |
| -- | ------------------ | -- | -- | -- | -- | --- | -- | --- | --- | ----------------------------- |
| 1  | Real Madrid (B)    | 38 | 32 | 4  | 2  | 121 | 32 | +89 | 100 | Bajnokok Ligája, csoportkör   |
| 2  | Barcelona          | 38 | 28 | 7  | 3  | 114 | 29 | +85 | 91  | Bajnokok Ligája, csoportkör   |
| 3  | Valencia           | 38 | 17 | 10 | 11 | 59  | 44 | +15 | 61  | Bajnokok Ligája, csoportkör   |
| 4  | Málaga             | 38 | 17 | 7  | 14 | 54  | 53 | +1  | 58  | Bajnokok Ligája, playoff      |
| 5  | Atlético de Madrid | 38 | 15 | 11 | 12 | 53  | 46 | +7  | 56  | 1Európa-liga, csoportkör      |
| 6  | Levante            | 38 | 16 | 7  | 15 | 54  | 50 | +4  | 55  | 2Európa-liga, playoff         |
| 7  | Osasuna            | 38 | 13 | 15 | 10 | 44  | 61 | −17 | 54  |                               |
| 8  | Mallorca           | 38 | 14 | 10 | 14 | 42  | 46 | −4  | 52  |                               |
| 9  | Sevilla            | 38 | 13 | 11 | 14 | 48  | 47 | +1  | 50  |                               |
| 10 | Athletic Club      | 38 | 12 | 13 | 13 | 49  | 52 | −3  | 49  | 2Európa-liga, 3. selejtezőkör |
| 11 | Getafe             | 38 | 12 | 11 | 15 | 40  | 51 | −11 | 47  |                               |
| 12 | Real Sociedad      | 38 | 12 | 11 | 15 | 46  | 52 | −6  | 47  |                               |
| 13 | Real Betis         | 38 | 13 | 8  | 17 | 47  | 56 | −9  | 47  |                               |
| 14 | Espanyol           | 38 | 12 | 10 | 16 | 46  | 56 | −10 | 46  |                               |
| 15 | Rayo Vallecano     | 38 | 13 | 4  | 21 | 53  | 73 | −20 | 43  |                               |
| 16 | Real Zaragoza      | 38 | 12 | 7  | 19 | 36  | 61 | −25 | 43  |                               |
| 17 | Granada            | 38 | 12 | 6  | 20 | 35  | 56 | −21 | 42  |                               |
| 18 | Villarreal (K)     | 38 | 9  | 14 | 15 | 39  | 53 | −14 | 41  | Kiesés: Segunda División      |
| 19 | Gijón (K)          | 38 | 10 | 7  | 21 | 42  | 69 | −27 | 37  | Kiesés: Segunda División      |
| 20 | Racing (K)         | 38 | 4  | 15 | 19 | 28  | 63 | −35 | 27  | Kiesés: Segunda División      |

Forrás: ESPN
Rendezési elv: 1.:pontok; 2.:egymás elleni pontok; 3.:egymás elleni gólkülönbség; 4.:egymás elleni lőtt gól; 5.:gólkülönbség; 6.:lőtt gól; 7.:Fair Play-lista.
1Címvédő.
²A Bilbao kupadöntőt játszhatott, és mivel a Barcelona kvalifikálta magát a BL-be, így a Bilbao indulhat az Európa-liga harmadik selejtezőkörében. Így a Levante a playoff-körben indulhat.
# = helyezés; M = játszott meccsek száma; Gy = győzelmek; D = döntetlenek; V = vereségek; Lg = lőtt gólok; Kg = kapott gólok; Gk = gólkülönbség; Pont = pontok; (B) = bajnok; (K) = kiesett; (F) = feljutott.

## La Liga
Győzelem
      Döntetlen
      Vereség
| Forduló | Ellenfél            | H/V | Eredmény |
| ------- | ------------------- | --- | -------- |
| 2       | Zaragoza            | V   | 0–6      |
| 3       | Getafe              | H   | 4–2      |
| 4       | Levante             | V   | 1–0      |
| 5       | Racing de Santander | V   | 0–0      |
| 6       | Rayo Vallecano      | H   | 6–2      |
| 7       | Espanyol            | V   | 0–4      |
| 8       | Real Betis          | H   | 4–1      |
| 9       | Málaga              | V   | 0–4      |
| 10      | Villarreal          | H   | 3–0      |
| 11      | Real Sociedad       | V   | 0–1      |
| 12      | Osasuna             | H   | 7–1      |
| 13      | Valencia            | V   | 2–3      |
| 14      | Atlético Madrid     | H   | 4–1      |
| 15      | Sporting Gijón      | V   | 0–3      |
| 16      | Barcelona           | H   | 1–3      |
| 17      | Málaga              | V   | 2–6      |
| 18      | Granada             | H   | 5–1      |
| 19      | Mallorca            | V   | 1–2      |
| 1       | Athletic Bilbao     | H   | 4–1      |

| Forduló | Ellenfél            | H/V | Eredmény |
| ------- | ------------------- | --- | -------- |
| 21      | Zaragoza            | H   | 3–1      |
| 22      | Getafe              | V   | 0–1      |
| 23      | Levante             | H   | 4–2      |
| 24      | Racing de Santander | H   | 4–0      |
| 25      | Rayo Vallecano      | V   | 0–1      |
| 26      | Espanyol            | H   | 5–0      |
| 27      | Real Betis          | V   | 2–3      |
| 28      | Málaga              | H   | 1–1      |
| 29      | Villarreal          | V   | 1–1      |
| 30      | Real Sociedad       | H   | 5–1      |
| 31      | Osasuna             | V   | 1–5      |
| 32      | Valencia            | H   | 0–0      |
| 33      | Atlético Madrid     | V   | 1–4      |
| 34      | Sporting Gijón      | H   | 3–1      |
| 35      | Barcelona           | V   | 1–2      |
| 36      | Sevillal            | H   | 3–0      |
| 20      | Athletic Bilbao     | V   | 0–3      |
| 37      | Granada             | V   | 1–2      |
| 38      | Mallorca            | H   | 4–1      |

## Spanyol kupa

### Első mérkőzések
| 2012. január 18. 22:00 |

| Real Madrid | 1–2               | Barcelona            |
| ----------- | ----------------- | -------------------- |
| Ronaldo 10' | (1–0) Jegyzőkönyv | Puyol 48' Abidal 78' |

| Santiago Bernabéu, Madrid Nézőszám: 85000 Játékvezető: César Muñiz Fernández |

| 2012. január 25. 22:00 |

| Barcelona             | 2–2               | Real Madrid             |
| --------------------- | ----------------- | ----------------------- |
| Pedro 43' Alves 45+3' | (2–0) Jegyzőkönyv | Ronaldo 68' Benzema 72' |

| Camp Nou, Barcelona Nézőszám: 95486 Játékvezető: Fernando Teixeira Vitienes |

## Bajnokok Ligája

### 1. mérkőzések
| 2012. április 17. 20:45 |

| Bayern München       | 2–1               | Real Madrid |
| -------------------- | ----------------- | ----------- |
| Ribéry 17' Gómez 90' | (1–0) Jegyzőkönyv | Özil 53'    |

| Allianz Arena, München Játékvezető: Howard Webb (angol) |

| 2012. április 25. 20:45 |

| Real Madrid                      | 2–1 (h. u.)                 | Bayern München                        |
| -------------------------------- | --------------------------- | ------------------------------------- |
| Ronaldo 6' (11-esből) 14'        | (2–1, 2–1, 2–1) Jegyzőkönyv | Robben 27' (11-esből)                 |
| Büntetőpárbaj                    |                             |                                       |
| Ronaldo Kaká Alonso Sergio Ramos | 1–3                         | Alaba Gómez Kroos Lahm Schweinsteiger |

| Santiago Bernabéu stadion, Madrid Játékvezető: Kassai Viktor (magyar) |

## Góllövőlista
| #  | Játékos           | Poszt | La Liga | BL | Copa del Rey | Supercopa de España | Összesen |
| -- | ----------------- | ----- | ------- | -- | ------------ | ------------------- | -------- |
| 1  | Cristiano Ronaldo | CS    | 46      | 10 | 3            | 1                   | 60       |
| 2  | Karim Benzema     | CS    | 21      | 7  | 3            | 1                   | 32       |
| 3  | Gonzalo Higuaín   | CS    | 22      | 3  | 1            | 0                   | 26       |
| 4  | José Callejón     | KP    | 5       | 5  | 3            | 0                   | 13       |
| 5  | Kaká              | KP    | 5       | 3  | 0            | 0                   | 8        |
| 6  | Ángel Di María    | KP    | 5       | 2  | 0            | 0                   | 7        |
| 6  | Mesut Özil        | KP    | 4       | 2  | 0            | 1                   | 7        |
| 8  | Sergio Ramos      | V     | 3       | 1  | 0            | 0                   | 4        |
| 8  | Sami Khedira      | KP    | 2       | 1  | 1            | 0                   | 4        |
| 10 | Marcelo           | V     | 3       | 0  | 0            | 0                   | 3        |
| 11 | Raphaël Varane    | V     | 1       | 0  | 1            | 0                   | 2        |
| 11 | Xabi Alonso       | KP    | 1       | 0  | 0            | 1                   | 2        |
| 13 | Pepe              | V     | 1       | 0  | 0            | 0                   | 1        |
| 13 | Hamit Altıntop    | KP    | 1       | 0  | 0            | 0                   | 1        |
| 13 | Nuri Şahin        | KP    | 0       | 0  | 1            | 0                   | 1        |
| 13 | Joselu            | CS    | 0       | 0  | 1            | 0                   | 1        |

## Külső hivatkozások
- Hivatalos weboldal